# RK Šibenik
Ragbi klub Šibenik je rugby klub iz Šibenika.
Klub je osnovan 10.travnja 1980. godine.
Klupsko sjedište je bilo na adresi Ul. Josipa bana Jelačića 88, Šibenik
Voditelj: Miro Perić, dipl. inž.; Član HRS ujedno i osnivač kluba,počasni predsjednik kluba Mihovil Radja tada obojica kao uvaženi članovi Ragbi saveza SFRJ.
Klub je u sezoni 1980/81 nastupao u kup natjecanju bivše SFRJ.
09.04.1982 godine u Šibeniku je odigrana prva službena međunarodna ragbi utakmica na stadionu Šubićevac povodom obljetnice osnivanja ragbi kluba Šibenik izmeđju reprezentacije SFRJ i Scottish RFC  Arhivirana inačica izvorne stranice od 2. ožujka 2018. (Wayback Machine).Za istaknuti od postignutih posljednjih rezultata,
1993 godine Ragbi klub Šibenik osvaja 2.mjesto na kupu dalmacije u "Ragbi VII" održanog u Pločama gdje je u polufinalu pobijedila momčad Makarske rivijere te u finalu poražena tijesnim rezultatom od momčadi Nada Split.
1994/95 održan Kup Dalmacije ragbi VII u Šibeniku;
1995 godine podmlađivanje s dvije juniorske selekcije;
u jesen 1995 klub je prestaje s radom. Nedostatak sluha lokalnih čelnika,sponzora za ovaj sport,
samim time sportsku promidžbu imena grada Šibenika.
Nakon što je klub ugašen, u Šibeniku se ragbi nije aktivno igrao petnaestak godina sve do 2011. godine kad je po drugi put osnovan Ragbi klub Šibenik pod vodstvom novih ljudi (Frane Koštan-predsjednik, Nikica Carrara-trener).
Klub se od 2011. godine redovito natječe u Prvenstvu Dalmacije gdje je osvojio treće (2012.) i drugo mjesto (2013.). Također je 2012. osvojio šesto mjesto u Hrvatskoj u "ragbiju 7". 

## Vanjske poveznice
1. ↑  Oživljavanje RK Šibenik. Inačica izvorne stranice arhivirana 10. lipnja 2011. Pristupljeno 31. kolovoza 2011. journal zahtijeva |journal= (pomoć)